# Parcurile naționale ale Poloniei

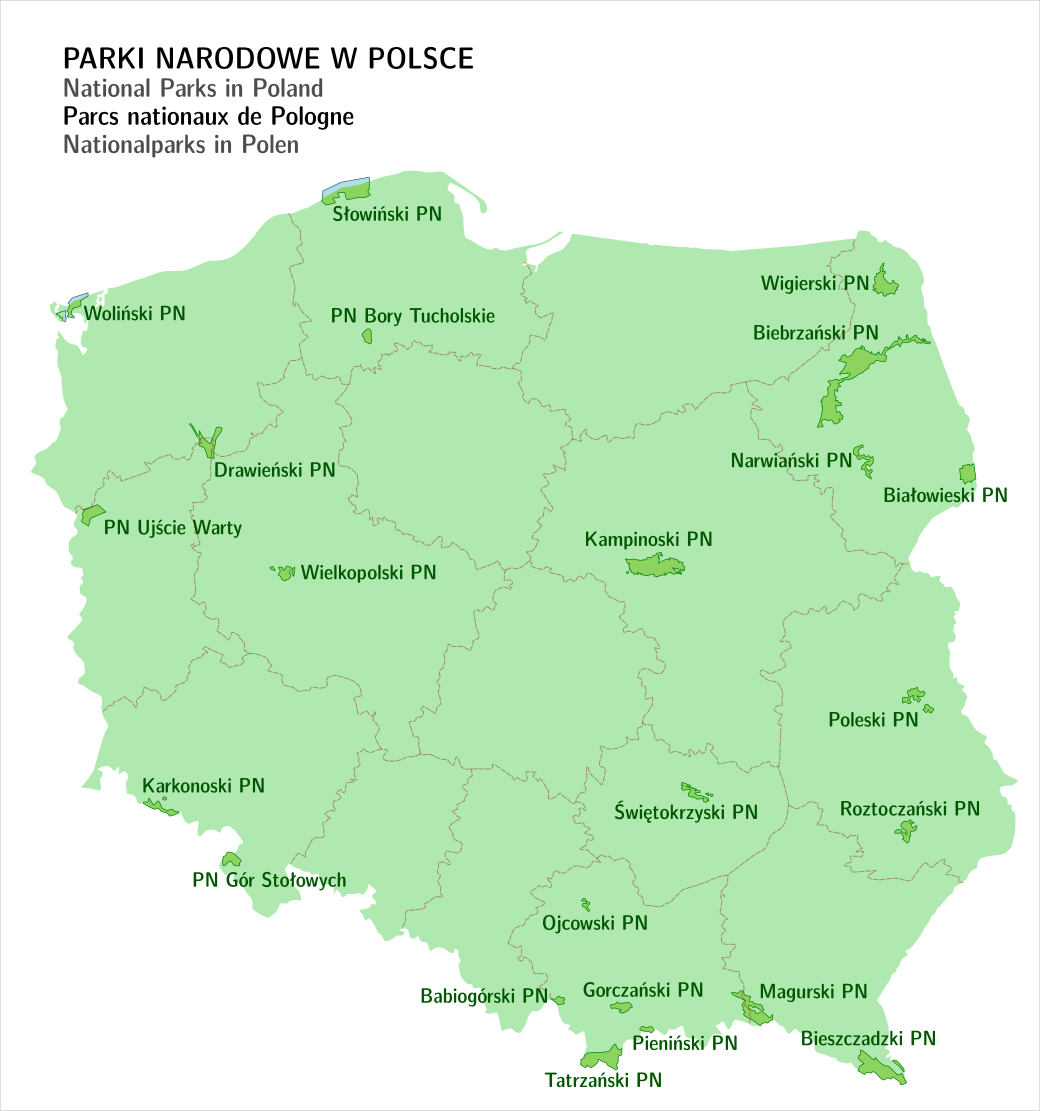
Harta parcurile naționale ale Poloniei

În Polonia sunt 23 de parcuri naționale. Conform legii privind protejarea naturală din 2004, o arie poate deveni parc național atunci când acel areal prezintă valori naturale, știintifice, sociale, culturale și educaționale neobișnuite și are o suprafață minimă de 10 km².
Cel mai mare parc pe teritoriul Poloniei este Parcul Național Biebrzański (592,23 km²) iar cel mai mic Parcul Național Ojcowski (21,46 km²).

## Lista parcurilor naționale
Parc național inclus în patrimoniul mondial al UNESCO
     Parc național inclus în programul UNESCO - Omul și Biosfera
     Parc național premiat în cadrul Galei Premiilor EDEN de la Bruxelles ca destinație turistică de excelență și promovat pe site-ul oficial European Destinations of Excellence (EDEN).
| Nume                | Localizare voievodat                      | Suprafață (km2) | Anul înființării | Logo | Site web     | Imagine                    |
| ------------------- | ----------------------------------------- | --------------- | ---------------- | ---- | ------------ | -------------------------- |
| PN Babiogórski      | Polonia Mică                              | 33,92           | 1954             |      | bgpn.gov.pl  |                            |
| PN Białowieski      | Podlasia                                  | 105,17          | 1932             |      | bpn.gov.pl   |                            |
| PN Biebrzański      | Podlasia                                  | 582,23          | 1993             |      | bbpn.gov.pl  |                            |
| PN Bieszczadzki     | Subcarpatia                               | 292,01          | 1973             |      | bdpn.gov.pl  |                            |
| PN Drawieński       | Lubusz Pomerania Occidentală Polonia Mare | 114,41          | 1990             |      | dpn.gov.pl   |                            |
| PN Gorczański       | Polonia Mică                              | 70,31           | 1981             |      | gpn.gov.pl   |                            |
| PN Góry Stołowe     | Silezia Inferioară                        | 63,40           | 1993             |      | pngs.gov.pl  |                            |
| PN Kampinoski       | Mazovia                                   | 385,49          | 1959             |      | kampn.gov.pl |                            |
| PN Karkonoski       | Silezia Inferioară                        | 55,81           | 1959             |      | kpn.gov.pl   |                            |
| PN Magurski         | Polonia Mică Subcarpatia                  | 194,39          | 1995             |      | mpn.gov.pl   |                            |
| PN Narwiański       | Podlasia                                  | 73,50           | 1996             |      | npn.gov.pl   |                            |
| PN Ojcowski         | Polonia Mică                              | 21,46           | 1956             |      | opn.gov.pl   | Parcul Naţional Ojcowski   |
| PN Pădurea Tucholei | Pomerania                                 | 47,98           | 1996             |      | pnbt.gov.pl  |                            |
| PN Pieniński        | Polonia Mică                              | 23,46           | 1932             |      | piepn.gov.pl |                            |
| PN Poleski          | Lublin                                    | 97,62           | 1990             |      | polpn.gov.pl |                            |
| PN Roztoczański     | Lublin                                    | 84,83           | 1974             |      | rpn.gov.pl   |                            |
| PN Słowiński        | Pomerania                                 | 186,18          | 1967             |      | spn.gov.pl   | Parcul Naţional Słowiński  |
| PN Świętokrzyski    | Sfintei Cruci                             | 76,26           | 1950             |      | swpn.gov.pl  |                            |
| PN Tatrzański       | Polonia Mică (Munții Tatra)               | 211,64          | 1954             |      | tpn.gov.pl   | Parcul Naţional Tatrzański |
|                     |                                           |                 |                  |      |              |                            |
| PN „Ujście Warty”   | Lubust                                    | 80,30           | 2001             |      | pnuw.gov.pl  |                            |
| PN Wielkopolski     | Polonia Mare                              | 75,84           | 1957             |      | wpn.gov.pl   |                            |
| PN Wigierski        | Podlasia                                  | 149,86          | 1989             |      | wigpn.gov.pl |                            |
| PN Woliński         | Pomerania Occidentală                     | 109,37          | 1960             |      | wopn.gov.pl  | Parcul Naţional Woliński   |